# Néstor Nielsen
Néstor Nielsen (Montevideo, 13 de noviembre de 1972) es un jinete, entrenador y deportista uruguayo.

## Trayectoria
Nielsen debutó en los Juegos Panamericanos de 1995 organizados en la ciudad de Mar del Plata, Argentina.
Fue campeón nacional de salto ecuestre por cuatro años consecutivos en 2014, 2015, 2016 y 2017.
Clasificó en la competencia de salto en equitación en los Juegos Panamericanos de 2015.

Ganador de Grandes Premios en la región y el mundo, volvió al mejor nivel continental en Toronto, Canadá, en 2015, donde no solo tuvo una actuación que le permitió finalizar entre los 10 mejores de los Juegos (9o. puesto individual), sino que además obtuvo la clasificación para participar en los Juegos Olímpicos de Río de Janeiro 2016, en Brasil, permitiendo que Uruguay volviera a estar presente en esta justa deportiva en la disciplina de salto ecuestre luego de 56 años de ausencia, cuando en Roma en 1960 participaron los jinetes Germán Mailhos, Rafael Paullier y Carlos Colombino.
La preparación para los Juegos Olímpicos de 2016 incluyó la participación en la Triple Corona 2015 instituida por la Federación Ecuestre Argentina, incluyendo tres Grandes Premios de los cuales obtuvo el primer puesto en los dos primeros y el segundo lugar en el tercero. Fue el jinete uruguayo con la mejor actuación en el exigente nivel de Argentina, al obtener el primer lugar en el GP Sol de mayo de 2016. organizado por el Club Hípico Argentino en la ciudad de Buenos Aires, siempre bajo la dirección técnica de su padre, el jinete uruguayo Néstor "Tito" Nielsen, que falleciera durante los Juegos de Río habiendo cumplido su sueño de ver a su hijo en una competencia de este nivel.
En 2016, el nombre de su caballo de competencia fue Prince Royal Z de la Luz.
Dicha actuación le valió el reconocimiento del Círculo de Periodistas Deportivos del Uruguay en 2017, siendo galardonado con el Premio Charrúa al mejor deportista del año en su disciplina deportiva.
Habiendo apostado a quedarse en Uruguay a pesar de las reiteradas ofertas para radicarse en el exterior del país, Néstor Nielsen continúa entrenando caballos para participar en la alta competencia nacional e internacional desde su propio establecimiento, el Haras Notre Etoile, donde además dicta clases de equitación para todos los niveles trasmitiendo su experiencia y conocimientos, formando los futuros jinetes olímpicos del Uruguay.

## Galardones
- 2014, 2015, 2016 y 2017, Campeón nacional.
- 2015, noveno en los Juegos Panamericanos de Toronto 2015.
- 2015, Campeón en Haras El Capricho.
- 2015, Campeón en San Jorge.
- 2016, Campeón en Sol de Mayo.
- 2017, Premio Charrúa, designado por el Círculo de Periodistas Deportivos de Uruguay.[12]